# ベナンの都市の一覧

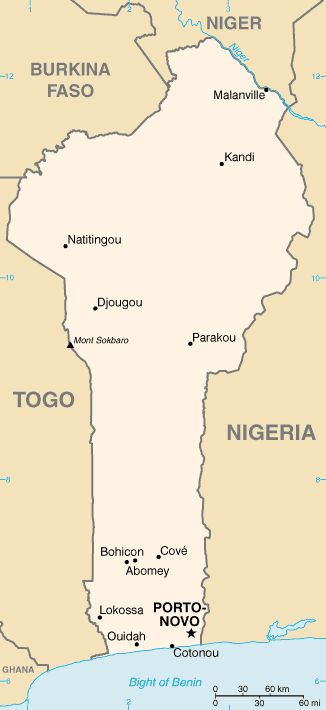
ベナンの地図

ベナンの都市の一覧。憲法上の首都はポルトノボ、事実上の首都はコトヌーである。

## 人口上位10都市（2013年）
| 順位 | 都市         | フランス語 | 人口    | 県         |
| ---- | ------------ | ---------- | ------- | ---------- |
| 1.   | コトヌー     | Cotonou    | 779,314 | リトラル県 |
| 2.   | ポルトノボ   | Porto-Novo | 263,616 | ウェメ県   |
| 3.   | ジューグー   | Djougou    | 237,040 | ドンガ県   |
| 4.   | チャウールー | Tchaourou  | 221,108 | ボルグー県 |
| 5.   | パラクー     | Parakou    | 206,667 | ボルグー県 |
| 6.   | カンディ     | Kandi      | 177,683 | アリボリ県 |
| 7.   | アプラウエ   | Aplahoué   | 170,069 | クッフォ県 |
| 8.   | マランヴィル | Malanville | 168,006 | アリボリ県 |
| 9.   | ボヒコン     | Bohicon    | 149,271 | ズー県     |
| 10.  | サケテ       | Sakété     | 114,207 | プラトー県 |

## その他の都市
- アボメイ
- ウィダー
- サベー
- ダサ＝ズメ
- ナティティングー
- ロコッサ
- ゴドメ（英語版）
- アボメ＝カラヴィ（英語版）
- エクペ（英語版）
- ニッキ（英語版）
- ケルー（英語版）
- バシーラ（英語版）
- コメ（英語版）
- ケトゥ（英語版）
- サバルー（英語版）（または、サヴァルー）
- ペオンコ（英語版）
- コヴェ（英語版）（Cové）